# Dusona nigritegula
Dusona nigritegula är en stekelart som beskrevs av Gupta 1977. Dusona nigritegula ingår i släktet Dusona och familjen brokparasitsteklar. Inga underarter finns listade i Catalogue of Life.